# Estatuto da Ordem dos Advogados de Portugal
O Estatuto da Ordem dos Advogados de Portugal é um documento legal com o conjunto de normas do ordenamento jurídico português que estabelece os direitos e os deveres dos advogados e também os fins e a organização da Ordem dos Advogados.

## História
A normatização legal da advocacia já é de longínqua tradição no ordenamento jurídico Português e já teve várias normas oficializado o Estatuto da Ordem dos Advogados. O estatuto atual foi instituído por força da Lei n.º 145/2015 de 9 de setembro, publicada no Diário da República na mesma data.